# زاکژوو (شهرستان گنگزنو)
زاکژوو (به لهستانی:  Zakrzewo) یک روستا در لهستان است که در گمینا کوتسکو واقع شده‌است.